# Канай (Западно-Казахстанская область)
Канай (каз. Қанай) — село в Бурлинском районе Западно-Казахстанской области Казахстана. Административный центр Канайского сельского округа. Находится примерно в 36 км к северо-западу от центра города Аксай. Код КАТО — 273655100.

## Население
В 1999 году население села составляло 646 человек (316 мужчин и 330 женщин). По данным переписи 2009 года, в селе проживали 594 человека (282 мужчины и 312 женщин).